# Notothenia coriiceps
Notothenia coriiceps (J. Richardson, 1844) è una specie di pesce attinopterigo della famiglia dei Nototenidi. È nativa dell'Oceano Australe lungo la piattaforma continentale dell'Antartide.

## Tassonomia
Notothenia coriiceps fu descritto formalmente per la prima volta nel 1844 dal medico di bordo, naturalista ed esploratore artico scozzese John Richardson, con il tipo nomenclaturale raccolto al largo delle Isole Kerguelen nelle Terre Australi e Antartiche Francesi e delle Isole Auckland in Nuova Zelanda. Richardson chiamò il nuovo genere Notothenia nella sua descrizione e il nome specifico fu assegnato da Theodore Nicholas Gill nel 1862. Quest'ultimo nome, è composto da corium, ovvero "pelle", e ceps, che significa "capo" o "testa", in riferimento alla testa senza scaglie con la sua ruvida e conica papilla sensoriale.

## Descrizione

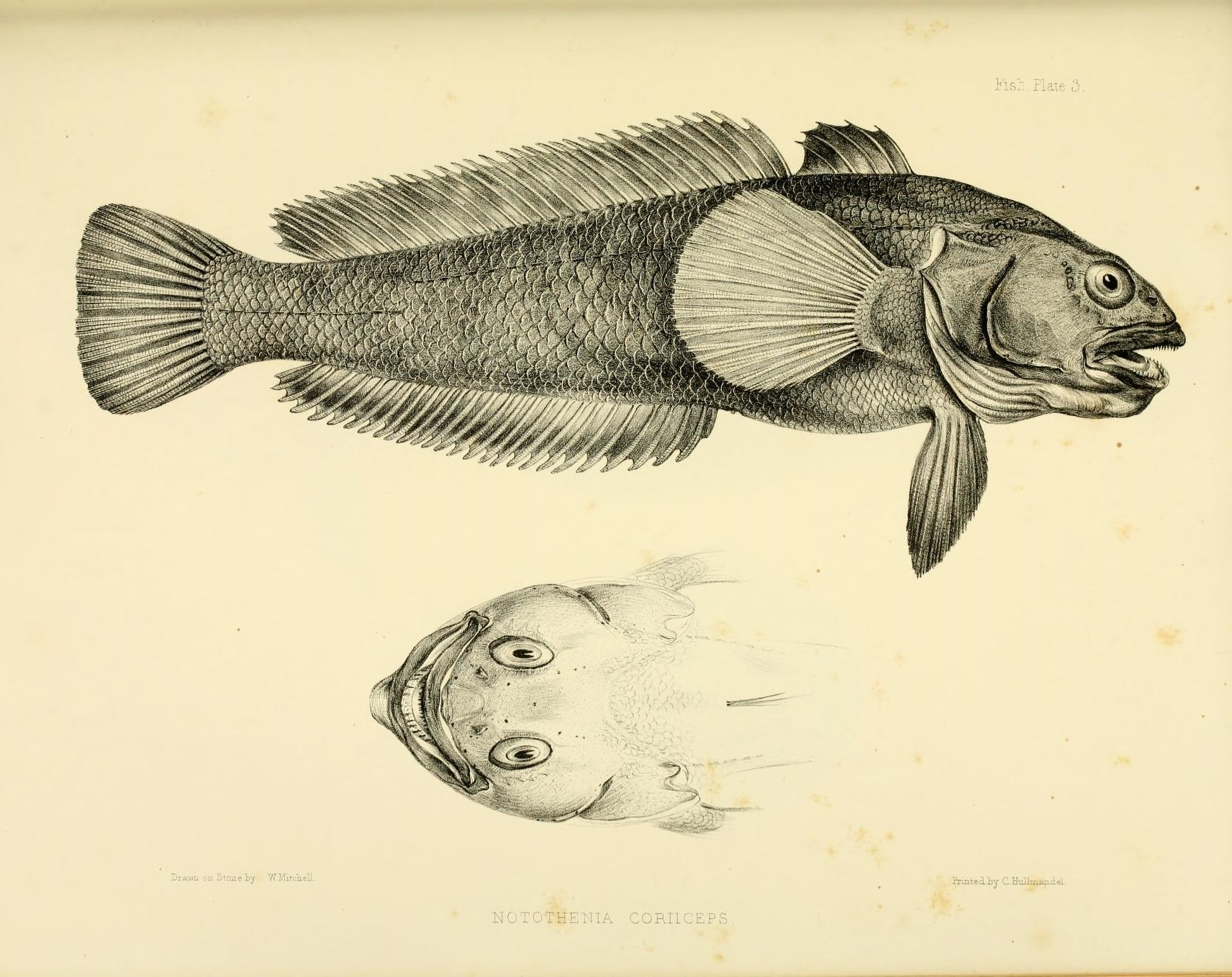
Disegno di esemplare diNotothenia coriiceps osservato durante la spedizione della HMS Terror

Notothenia coriiceps ha scaglie che appaiono di colore marrone o grigio. I denti consictono in più file di placche dentate e denti simili a canini, collocati nella parte frontale delle mascelle. Gli esemplari adulti maschi tipicamente tipicamente reggiungono una lunghezza approssimativa di 50 centimetri. Come altri pesci nototenoidi, non possiede la vescica natatoria. Gli adulti di N. coriiceps possiedono un denso e ben sviluppato scheletro rispetto ai loro congeneri di Notothenia rossii, avendo così a che fare con una ridotta galleggiabilità. L'epitelio è caratterizzato dalla presenza di piccole gocce di grasso, che fungono da meccanismo di incameramento per lipidi e sono contenute anche nel tessuto osseo.

## Distribuzione, habitat e biologia
Questa specie mantiene una distribuzione circum-antartica sulla piattaforma continentale che probabilmente viene governata, almeno in parte, dalla presenza della corrente circumpolare antartica (ACC) che sicuramente controlla la dispersione delle uova. Sono registrate popolazioni di N. coriiceps ad ovest del Mare di Ross, del Mare di Weddell, della Penisola Antartica, delle isole come la Georgia del Sud, delle Isole Balleny e delle Isole antartiche e sub-antartiche dell'Oceano Indiano. Si cibano di alghe amphipods e krill. Attualmente risulta nessun interesse commerciale su questa specie.
Come altri nototenidi antartici, N. coriiceps mostra diversi adattamenti che ottimizzano le performance dell'organismo a temperature ben al di sotto dello zero, tra questi una modificata risposta allo shock termico, la produzione di proteine antigelo che prevengono la trasformazione in ghiaccio dei fluidi corporei e l'abbondanza di acidi grassi polinsaturi che permettono alle cellule di mantenere la fluidità della membrana cellulare. N. coriiceps ha una tolleranza limitata per i forti sbalzi di temperatura ma dimostra buone capacità nell'estendere il suo limite termico per acclimatarsi meglio in acque più calde.

## Genoma
Il genoma di N. coriiceps venne sequenziato nel 2014. I risultati indicarono una rapida evoluzione dei geni durante la speciazione, specialmente delle proteine che codificano proteine mitocondriali e l'emoglobina. In aggiunta, gli autori annotarono che molti geni di N. coriiceps riflettevano l'adattamento a temperature molto basse, con geni specializzati collegati alla diversa risposta della specie allo shock termico come per l'attivazione della fosforilazione ossidativa al freddo.